# Atriplex philippica
Atriplex philippica là loài thực vật có hoa thuộc họ Dền. Loài này được Weinm. mô tả khoa học đầu tiên năm 1828.